# Staszków
Staszków – przysiółek wsi Rychnów w Polsce, położony w województwie opolskim, w powiecie namysłowskim, w gminie Namysłów. Wchodzi w skład sołectwa Rychnów.
Do 1945 r. folwark nosił nazwę Paulinenhof, na cześć zmarłej 21 lipca 1845 r. Pauliny Wilhelminy, żony właściciela majątku ziemskiego w Kamiennej - Alexandra Willerta. Nazwa Paulinów jest obecnie używana równolegle do Staszkowa.
W latach 1975–1998 przysiółek administracyjnie należał do ówczesnego województwa opolskiego.